# Speyside (Tobago)
Speyside – miasto w Trynidadzie i Tobago, w północnej części wyspy Tobago.